# Seibu Prince Rabbits
Seibu Prince Rabbits (SEIBUプリンス ラビッツ Seibu Purinsu Rabittsu?) var ett ishockeylag från Nishitokyo, Tokyo prefektur, Japan, som spelade i Asia League Ice Hockey. I december 2008 tillkännagav lagets ägare (Prince Hotels) att laget skulle läggas ner efter säsongen 2008/2009.

## Historik

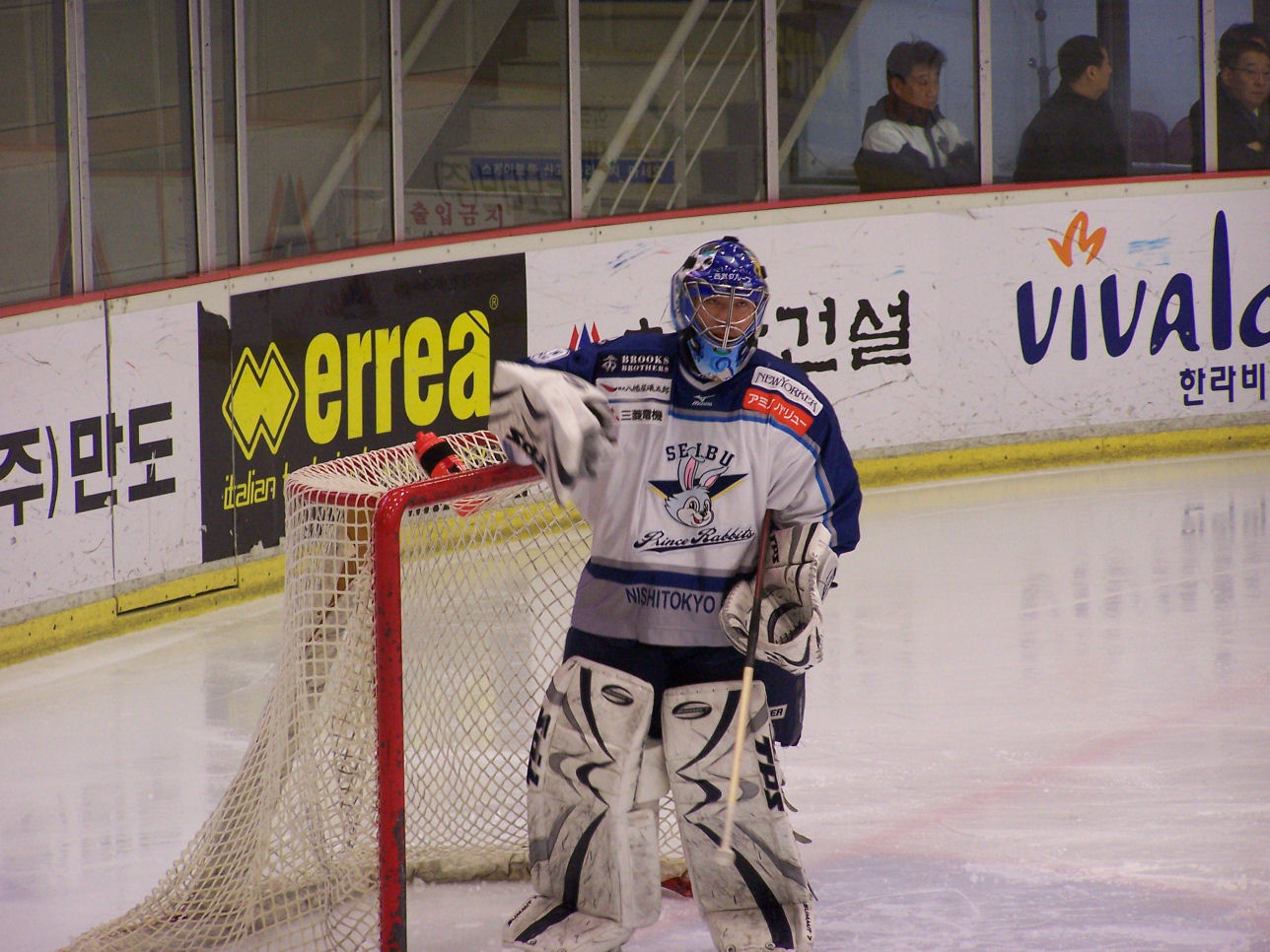
Naoya Kikuchi i bortastället i en match mot Anyang Halla den 17 januari 2009.

Klubben bildades som Kokudo Keikaku Ice Hockey Club i Karuizawa, Nagano 1972. De vann sedan Japan Ice Hockey League och All Japan Ice Hockey Championship 1974. Efter det vann de ligan 13 gånger, och All Japan Championship 11 gånger. Laget flyttades till Shinagawa, Tokyo 1984, och sedan till Yokohama, Kanagawa 1991. De bytte namn till Kokudo Ice Hockey Club då moderbolaget bytte namn. Klubben slogs sedan samman med Seibu Railways Ice Hockey Club 2003. Moderbolaget (Kokudo) upphörde att existera efter sammanslagningen med Prince Hotels Inc. och klubben tog slutligen namnet Seibu Prince Rabbits 2006.
Den 19 december 2008 tillkännagav Prince Hotels & Resorts sin intention att avveckla laget efter säsongen 2008/2009, på grund av ekonomiska svårigheter. De hade förhandlat med 20 olika företag som skulle kunnat tänkas som nya ägare, men inte lyckats hitta någon köpare på grund av den ekonomiska situationen som då rådde i Japan, samt det nedåtgående intresset för ishockey i Japan. Därför upplöstes laget den 31 mars 2009.

## Meriter
- Asia League Ice Hockey:
  - Mästare (2): 2005, 2006

- Japan League:
  - Mästare (13): 1975, 1978, 1986, 1989, 1992, 1993, 1995, 1998, 1999, 2001, 2002, 2003, 2004

- All Japan Championship:
  - Mästare (11): 1975, 1982, 1988, 1990, 1997, 1998, 1999, 2003, 2004, 2008, 2009